# 一汽丰田汽车（成都）
一汽丰田汽车（成都）有限公司，原名四川一汽丰田汽车有限公司，成立于1998年11月27日，資本金3.5億美元，是由成都一汽汽车有限责任公司、丰田汽车股份有限公司和丰田通商股份有限公司共同出资成立。中方與日方各佔股份50%，有中華人民共和國“CCC”品質体系认证。
四川一汽丰田的制造工厂分别位于四川成都和吉林长春，2010年3月公司搬迁至成都市经济技术开发区，廠區占地45.54万平方米（其中建筑面积12.79万平方米，绿化面积占0.9万平方米）公司现有人员2261人。主要生產豐田Coaster小型巴士和豐田普拉多越野車，年生产能力为3万5千辆。

## 主要产品

### 成都总厂
在产

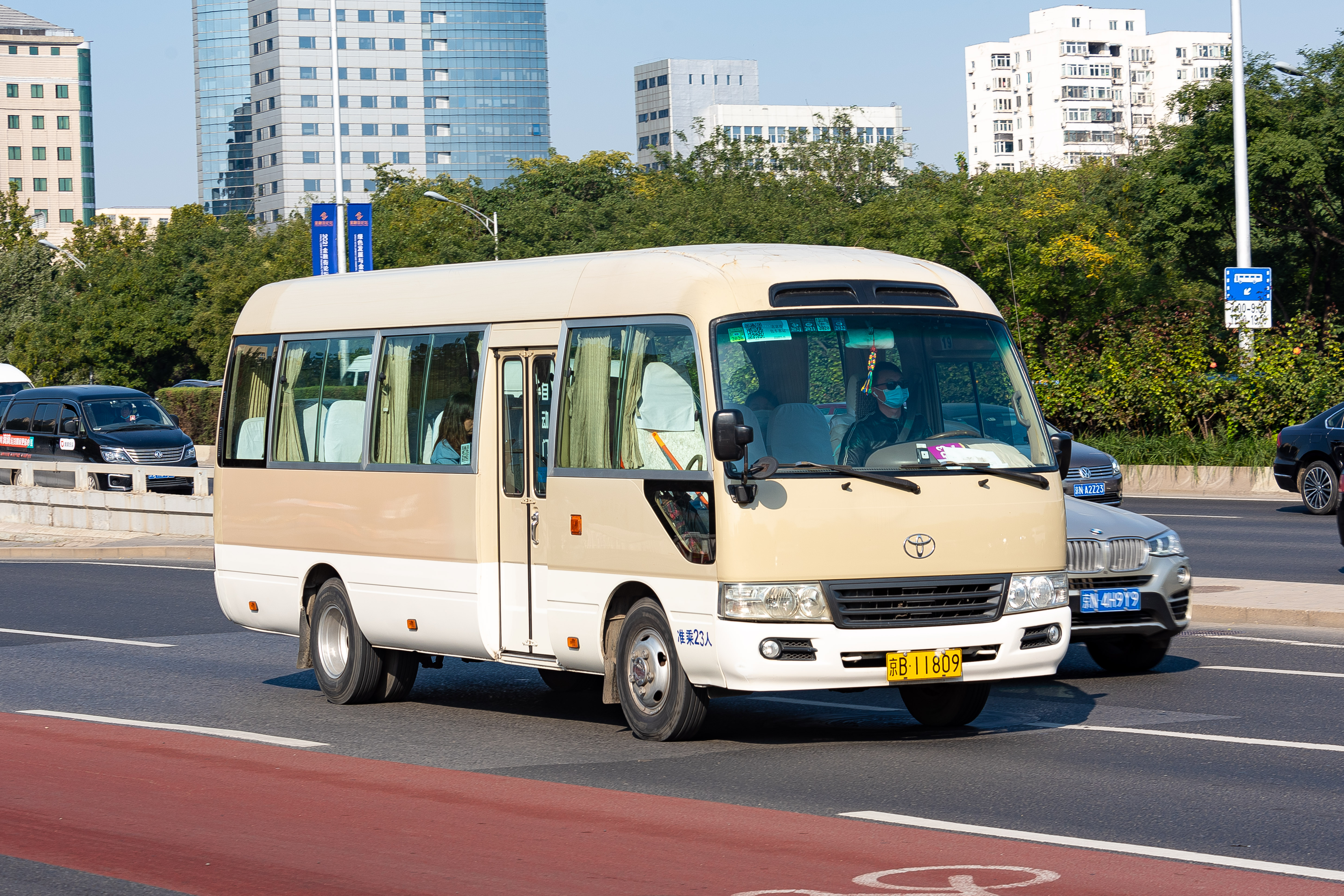
2000年至今 丰田柯斯达B50 Toyota Coaster B50
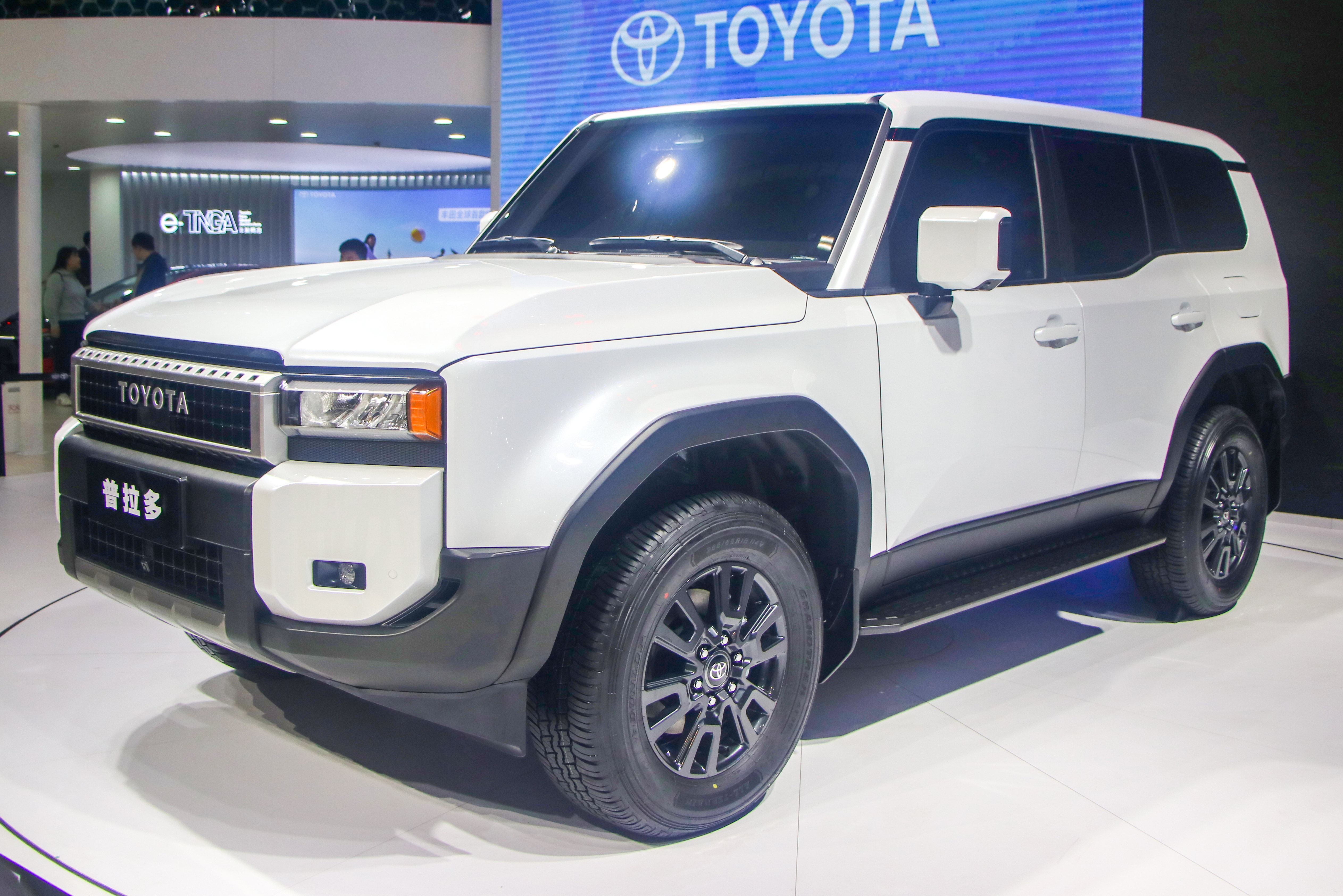
2023年至今 丰田普拉多J250 Toyota Land Cruiser Prado J250
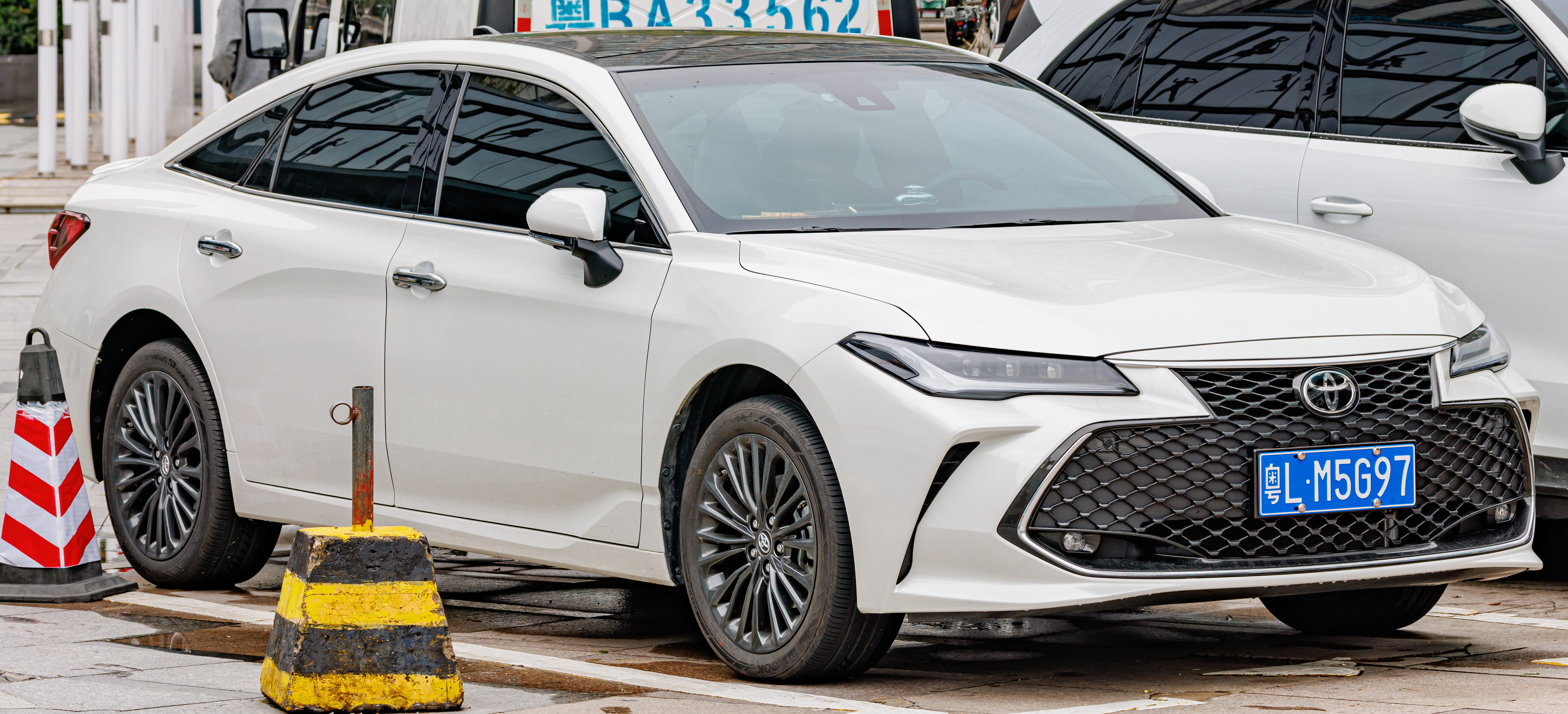
2021年至今 丰田亚洲龙XX50 Toyota Avalon XX50

停产

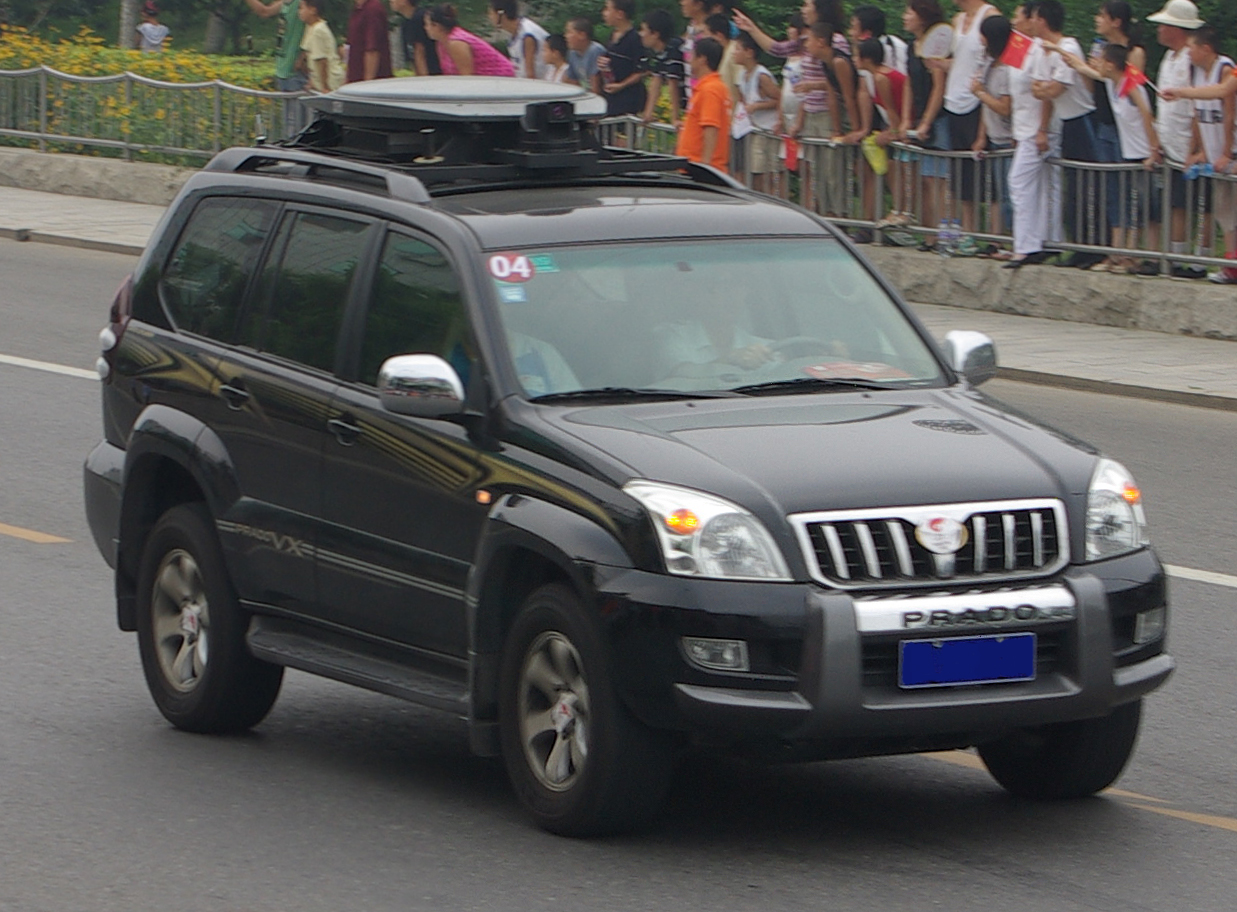
2003-2010年 丰田普拉多120 Toyota Land Cruiser Prado 120
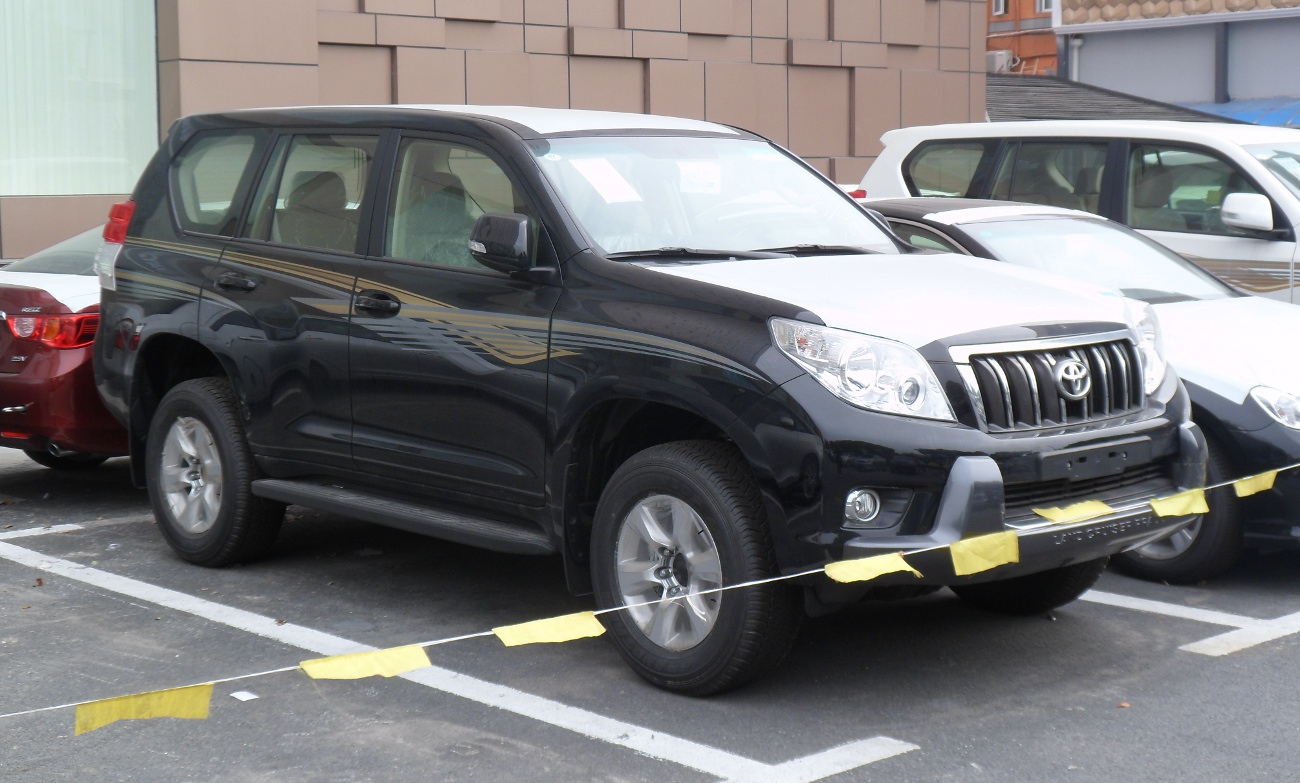
2010-2013年 丰田普拉多150 Toyota Land Cruiser Prado 150
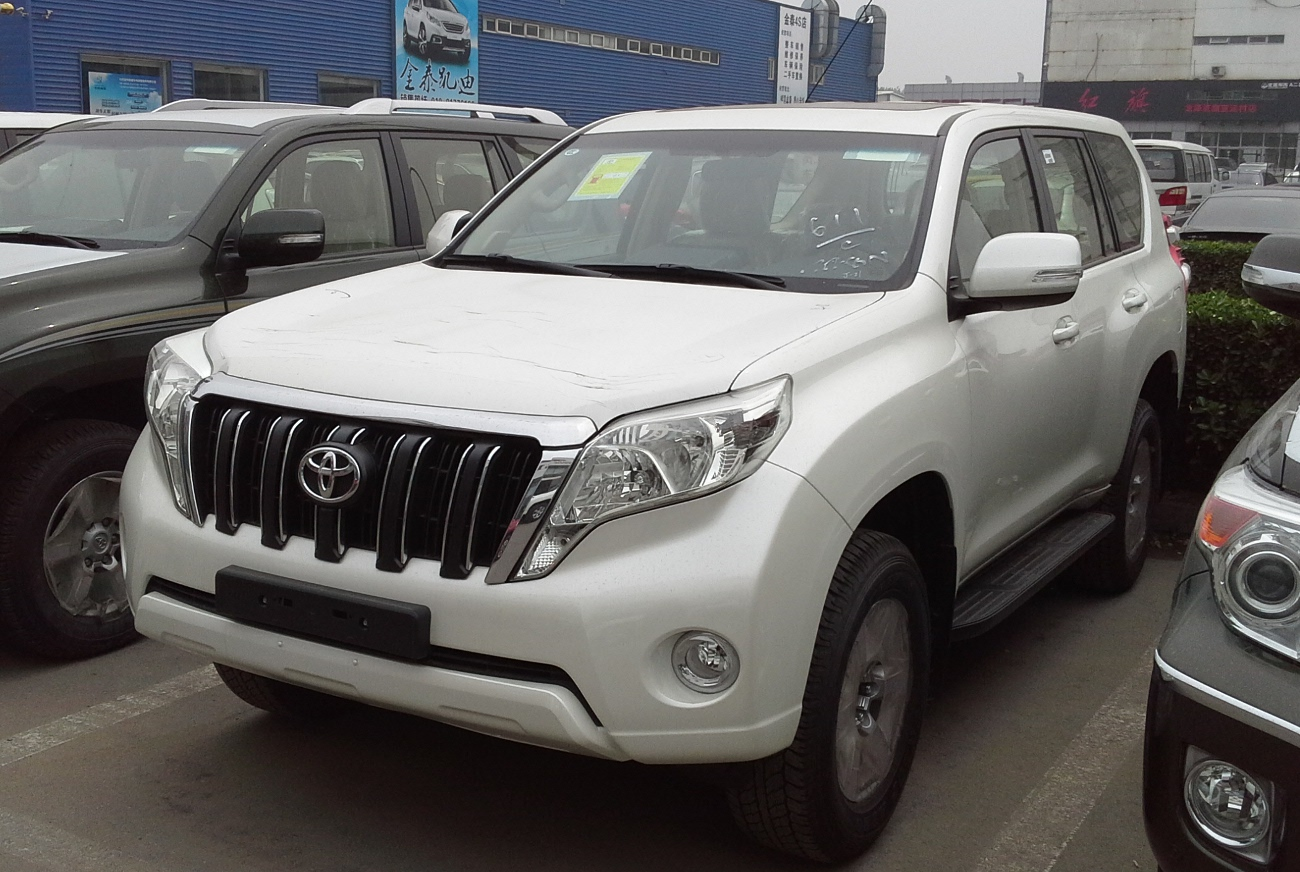
2013-2020年 丰田普拉多150 Toyota Land Cruiser Prado 150

### 长春丰越
在产

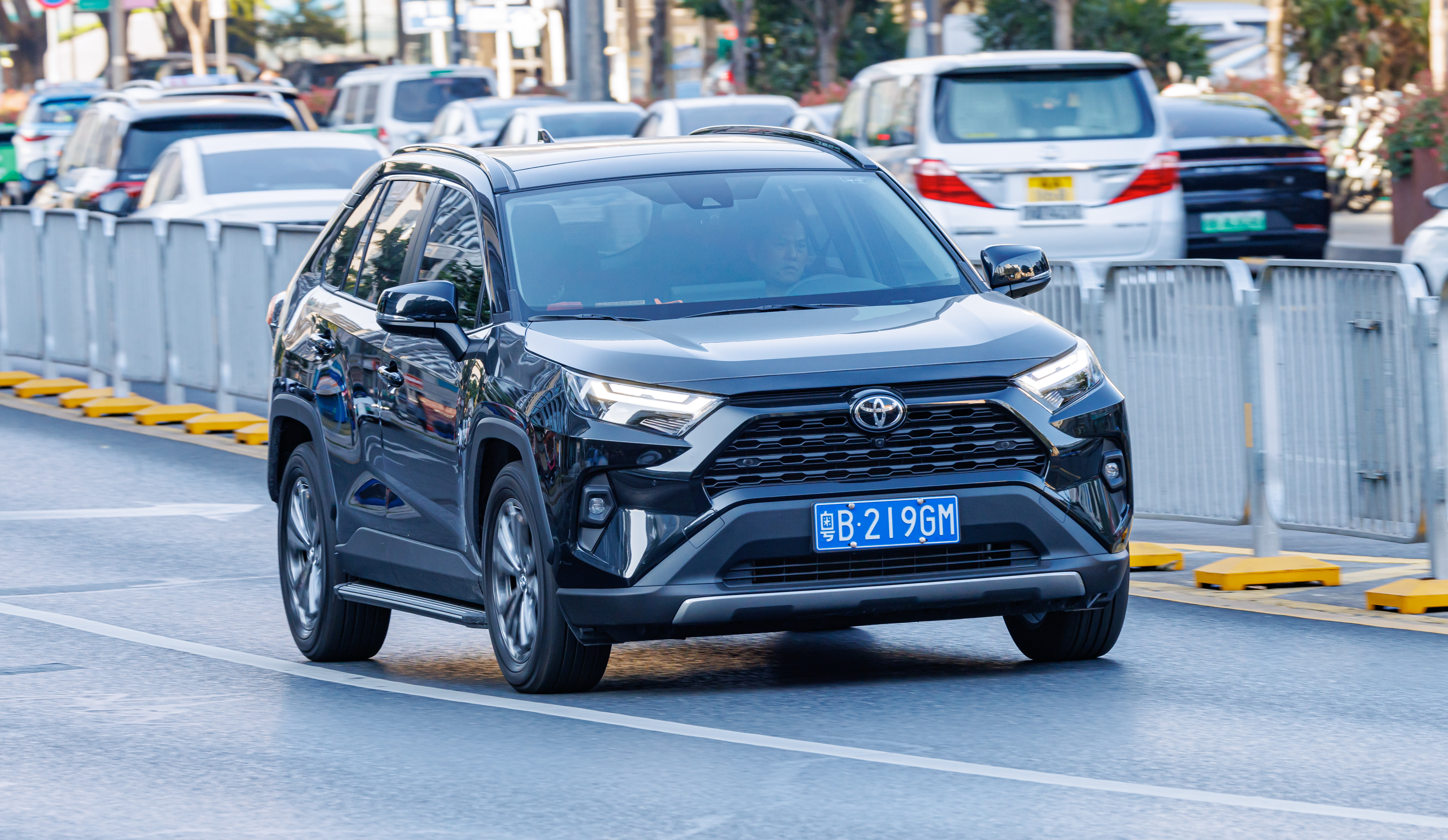
2019年至今 丰田RAV4荣放XA50 Toyota RAV4 XA50

停产

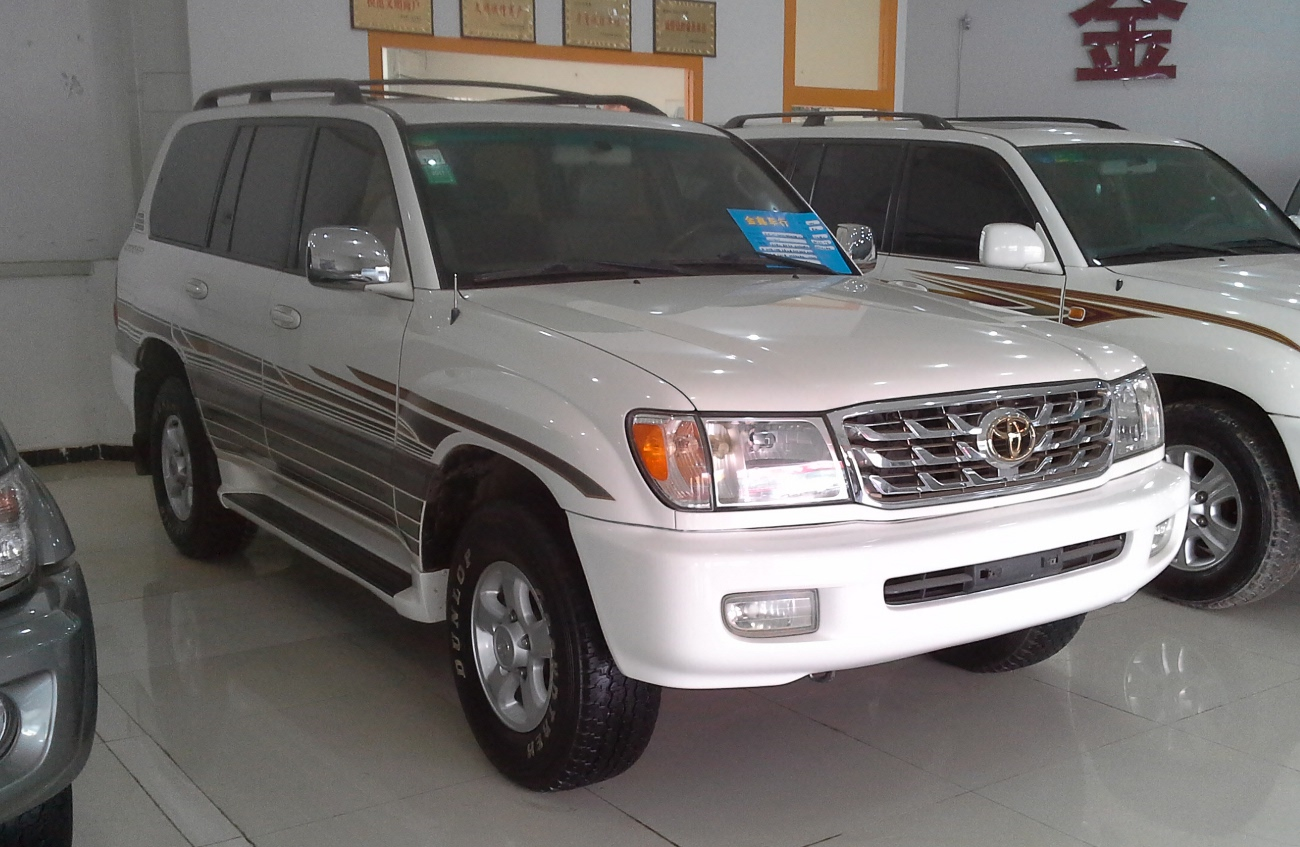
2003-2008年 丰田陆地巡洋舰100 Toyota Land Cruiser 100
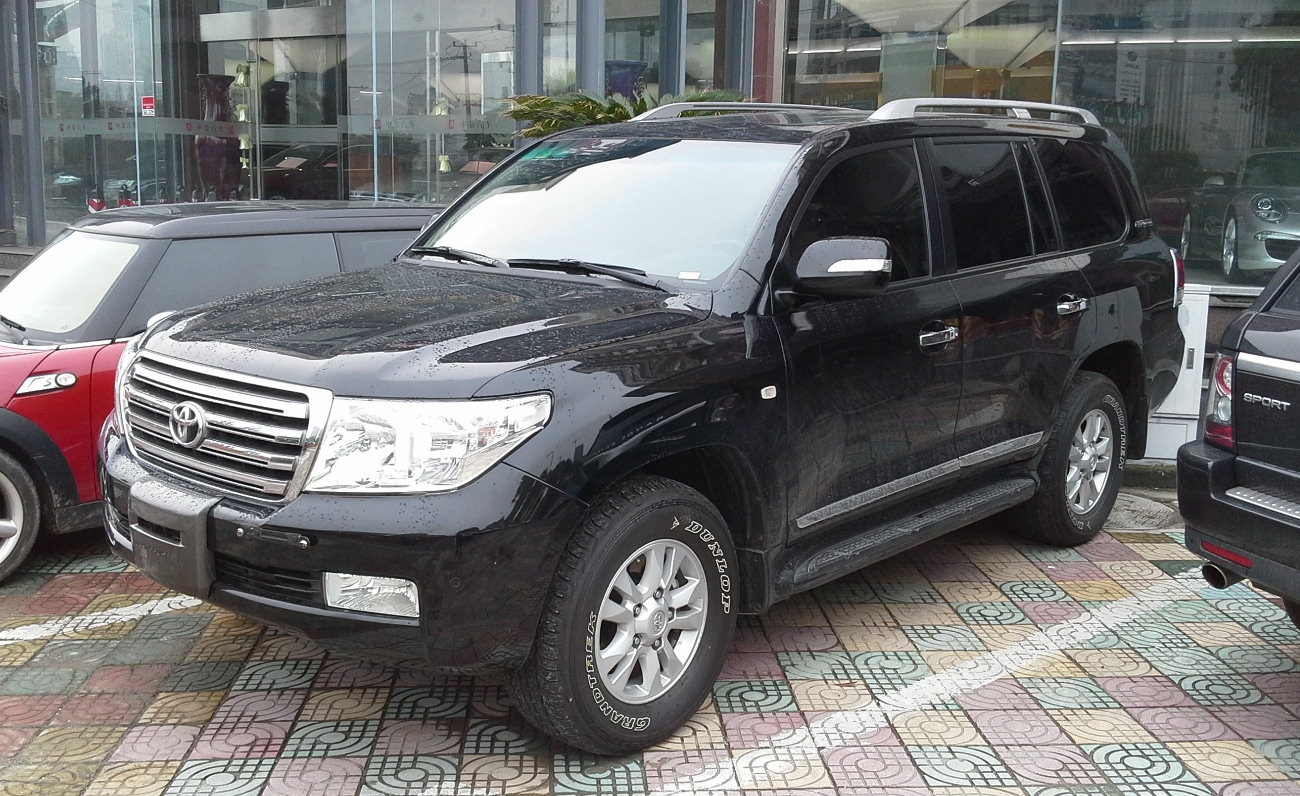
2008-2017年 丰田兰德酷路泽200 Toyota Land Cruiser 200
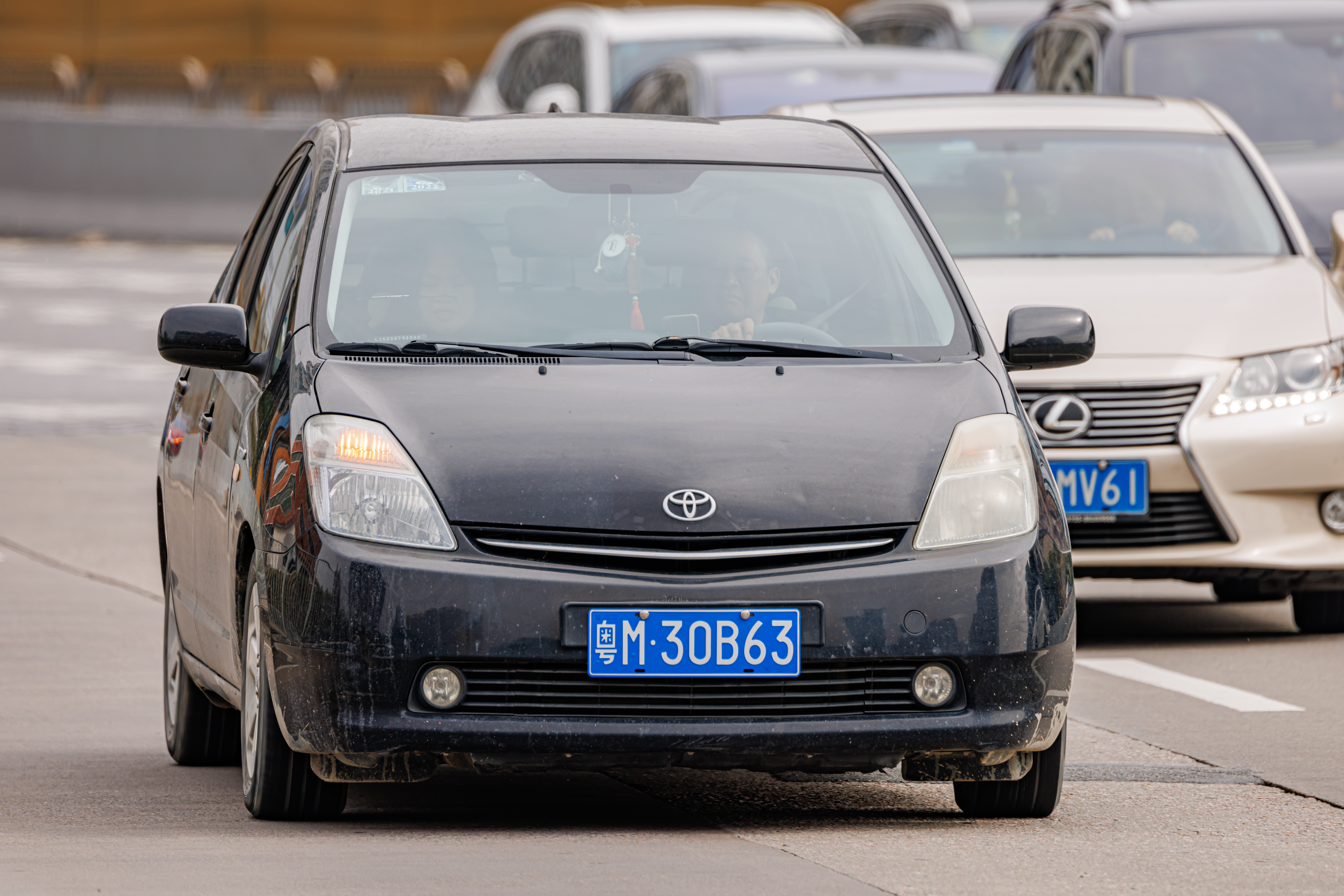
2005-2009年 丰田普锐斯XW20 Toyota Prius XW20
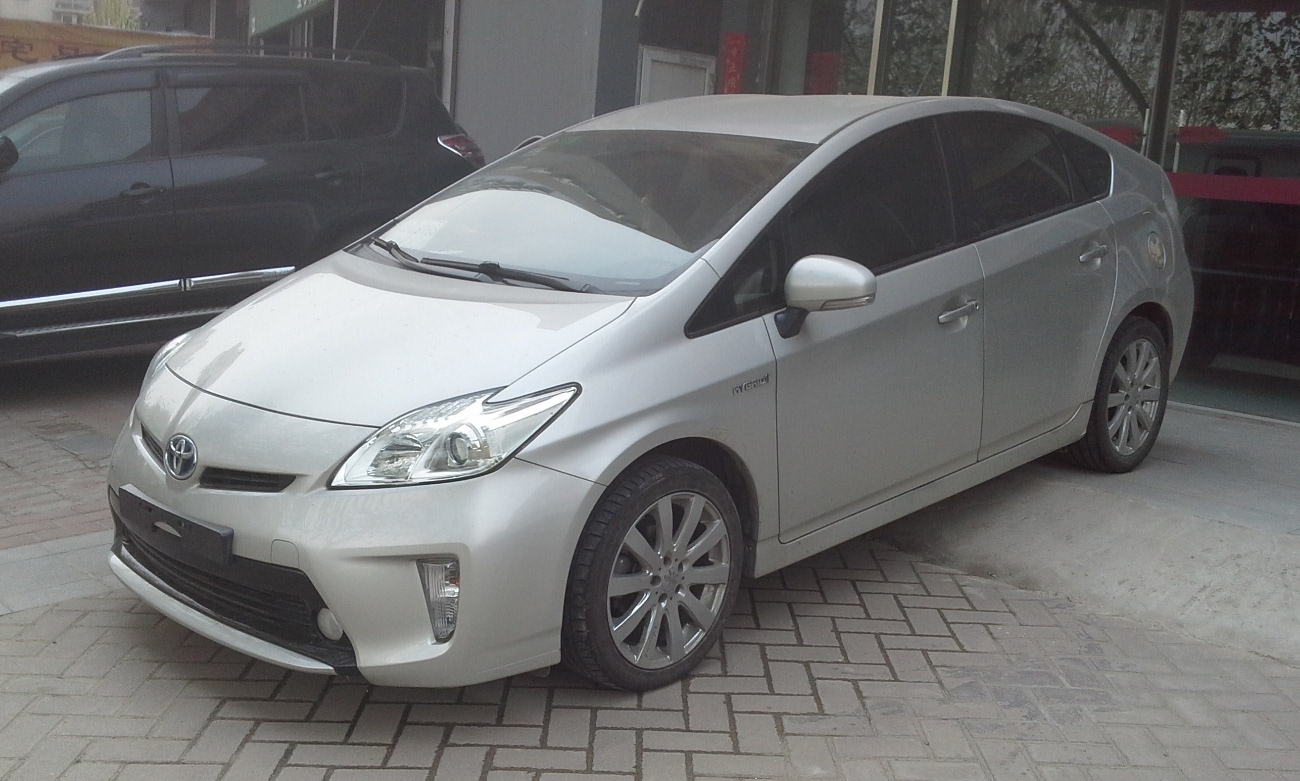
2011-2015年 丰田普锐斯XW30 Toyota Prius XW30
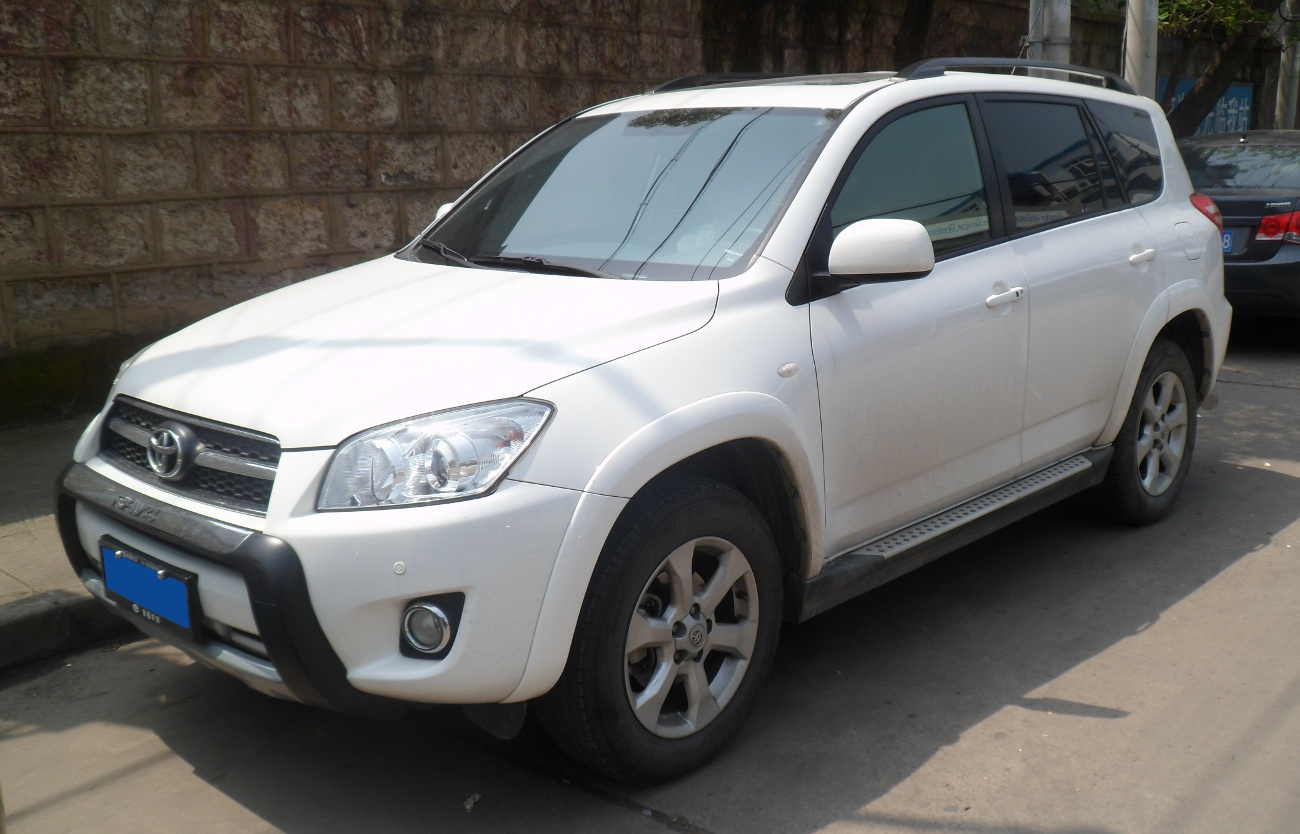
2009-2013年 丰田RAV4XA30 Toyota RAV4 XA30
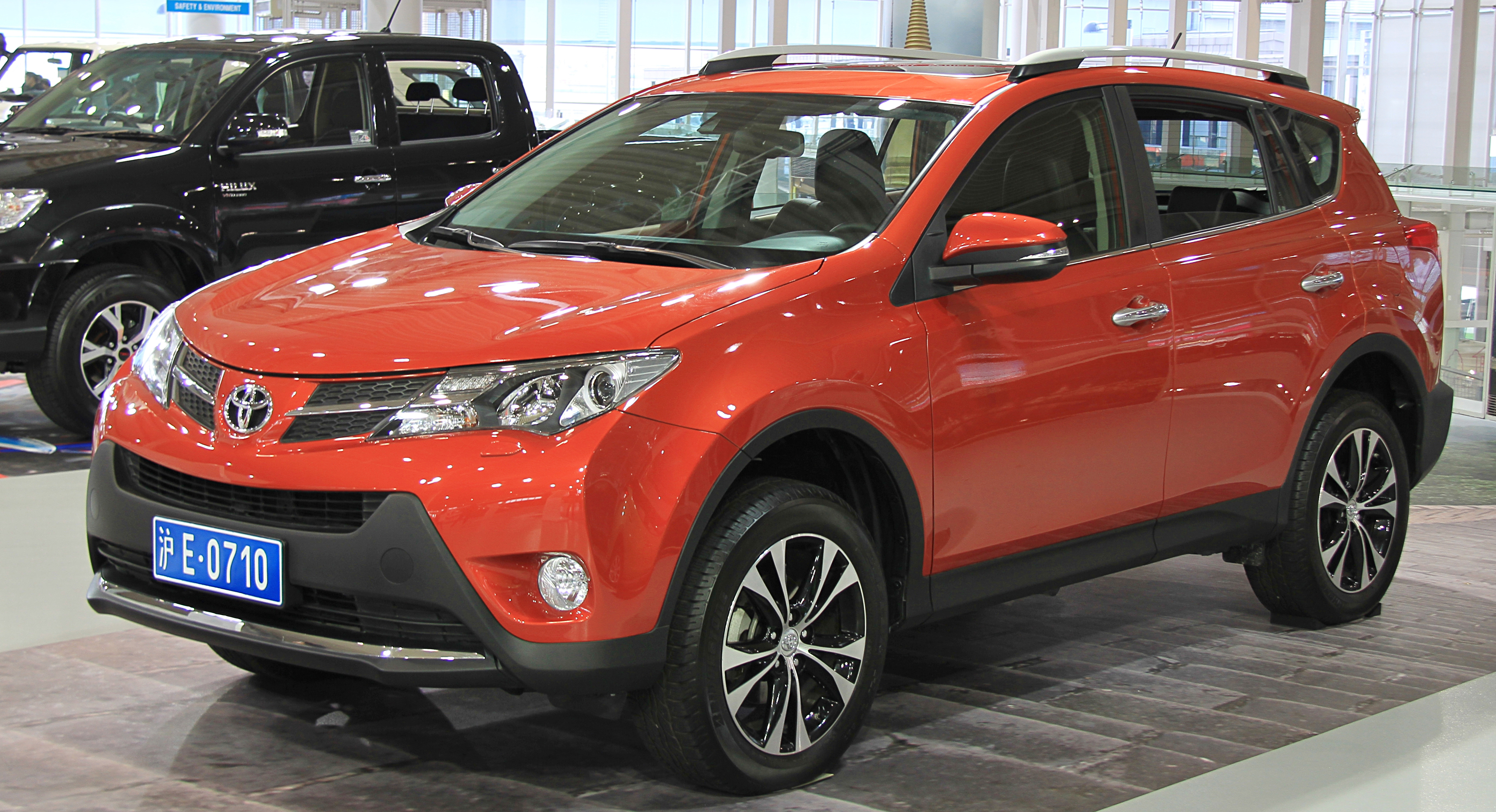
2013-2019年 丰田RAV4荣放XA40 Toyota RAV4 XA40